# Andreas Zuber
Andreas Zuber (Judenburg, 1983. október 9. –) osztrák autóversenyző, aki  Egyesült Arab Emírség-i licenccel versenyez.

## Eredményei

### Teljes Formula–3 Euroseries eredménysorozata
| Év   | Csapat       | Kasztni          | Motor       | 1         | 2         | 3        | 4        | 5        | 6        | 7        | 8        | 9        | 10       | 11       | 12       | 13       | 14       | 15       | 16       | 17        | 18        | 19        | 20        | Helyezés | Pont |
| ---- | ------------ | ---------------- | ----------- | --------- | --------- | -------- | -------- | -------- | -------- | -------- | -------- | -------- | -------- | -------- | -------- | -------- | -------- | -------- | -------- | --------- | --------- | --------- | --------- | -------- | ---- |
| 2003 | Team Rosberg | Dallara F303/006 | Spiess-Opel | HOC1 1 17 | HOC1 2 9  | ADR 1 18 | ADR 2 23 | PAU 1 20 | PAU 2 Ni | NOR 1 Ki | NOR 2 13 | LMS 1 7  | LMS 2 13 | NÜR 1 22 | NÜR 2 Ki | A1R 1 9  | A1R 2 Ki | ZAN 1 13 | ZAN 2 12 | HOC2 1 Ki | HOC2 2 21 | MAG 1 25  | MAG 2 Ki  | 24.      | 2    |
| 2004 | Team Rosberg | Dallara F303/005 | Spiess-Opel | HOC1 1 19 | HOC1 2 Ki | EST 1 21 | EST 2 Ki | ADR 1 20 | ADR 1 Ki | PAU 1 Ki | PAU 2 Ki | NOR 1 Ki | NOR 1 Ki | MAG 1 20 | MAG 2 Ki | NÜR 1 19 | NÜR 2 16 | ZAN 1 23 | ZAN 2 Ki | BRN 1 12  | BRN 2 9   | HOC2 1 Ki | HOC2 2 10 | 21.      | 0    |

### Teljes Formula Renault 3.5 eredménysorozata
| Év   | Csapat            | 1       | 2     | 3        | 4        | 5        | 6       | 7       | 8        | 9        | 10      | 11       | 12       | 13       | 14    | 15      | 16       | 17      | Helyezés | Pont |
| ---- | ----------------- | ------- | ----- | -------- | -------- | -------- | ------- | ------- | -------- | -------- | ------- | -------- | -------- | -------- | ----- | ------- | -------- | ------- | -------- | ---- |
| 2005 | Carlin Motorsport | ZOL 1 2 | ZOL 2 | MON 1 Ni | VAL 1 Ki | VAL 2 10 | LMS 1 7 | LMS 2 8 | BIL 1 22 | BIL 2 16 | OSC 1 3 | OSC 2 10 | DON 1 19 | DON 2 Ki | EST 1 | EST 2 7 | MNZ 1 Ki | MNZ 2 5 | 6.       | 73   |

### Teljes GP2-es eredménysorozata
| Év   | Csapat                               | 1          | 2          | 3          | 4          | 5          | 6          | 7          | 8          | 9         | 10         | 11         | 12         | 13         | 14         | 15         | 16         | 17          | 18         | 19         | 20         | 21         | Helyezés | Pont |
| ---- | ------------------------------------ | ---------- | ---------- | ---------- | ---------- | ---------- | ---------- | ---------- | ---------- | --------- | ---------- | ---------- | ---------- | ---------- | ---------- | ---------- | ---------- | ----------- | ---------- | ---------- | ---------- | ---------- | -------- | ---- |
| 2006 | Trident Racing                       | VAL FEA Ki | VAL SPR 13 | IMO FEA Ki | IMO SPR 8  | NÜR FEA 14 | NÜR SPR Ki | CAT FEA Ki | CAT SPR 11 | MON FEA 5 | SIL FEA Ki | SIL SPR Ki | MAG FEA Ki | MAG SPR 18 | HOC FEA Ki | HOC SPR 14 | HUN FEA 14 | HUN SPR 9   | IST FEA 7  | IST SPR 1  | MNZ FEA Ki | MNZ SPR Ki | 14.      | 12   |
| 2007 | iSport International                 | BHR FEA 3  | BHR SPR Ki | CAT FEA Ni | CAT SPR 9  | MON FEA Ki | MAG FEA Ki | MAG SPR 15 | SIL FEA 1  | SIL SPR 6 | NÜR FEA Ki | NÜR SPR 21 | HUN FEA 3  | HUN SPR 6  | IST FEA Ki | IST SPR 14 | MNZ FEA Ki | MNZ SPR 5   | SPA FEA 18 | SPA SPR 12 | VAL FEA 12 | VAL SPR 12 | 9.       | 30   |
| 2008 | Piquet Sports                        | CAT FEA 3  | CAT SPR Ki | IST FEA 3  | IST SPR Ki | MON FEA 11 | MON SPR 17 | MAG FEA 5  | MAG SPR 8  | SIL FEA 7 | SIL SPR 11 | HOC FEA 11 | HOC SPR 2  | HUN FEA 2  | HUN SPR 7  | VAL FEA Ki | VAL SPR Ki | SPA FEA Kiz | SPA SPR Ki | MNZ FEA Ki | MNZ SPR 10 |            | 9.       | 32   |
| 2009 | Fisichella Motor Sport               | CAT FEA Ki | CAT SPR Ki | MON FEA 3  | MON SPR 5  | IST FEA 9  | IST SPR 19 | SIL FEA 8  | SIL SPR 2  | NÜR FEA 3 | NÜR SPR Ki | HUN FEA Ki | HUN SPR 17 |            |            |            |            |             |            |            |            |            | 13.      | 21   |
| 2009 | PartyPokerRacing.com Scuderia Coloni |            |            |            |            |            |            |            |            |           |            |            |            | VAL FEA 16 | VAL SPR Ki | SPA FEA    | SPA SPR    | MNZ FEA 12  | MNZ SPR Ki | ALG FEA 8  | ALG SPR 12 |            | 13.      | 21   |

### Teljes GP2 Asia Series eredménysorozata
| Év      | Csapat                 | 1          | 2          | 3          | 4         | 5        | 6        | 7       | 8       | 9       | 10      | 11       | 12       | Helyezés | Pont |
| ------- | ---------------------- | ---------- | ---------- | ---------- | --------- | -------- | -------- | ------- | ------- | ------- | ------- | -------- | -------- | -------- | ---- |
| 2008–09 | Fisichella Motor Sport | SHI FEA Ki | SHI SPR Ki | DUB FEA Ki | DUB SPR T | BHR1 FEA | BHR1 SPR | LSL FEA | LSL SPR | SEP FEA | SEP SPR | BHR2 FEA | BHR2 SPR | Hn       | 0    |

### Teljes Superleague Formula eredménysorozata
| Év   | Csapat                   | 1     | 2      | 3      | 4      | 5   | 6   | 7   | 8   | 9   | 10  | 11  | 12  | Helyezés | Pont |
| ---- | ------------------------ | ----- | ------ | ------ | ------ | --- | --- | --- | --- | --- | --- | --- | --- | -------- | ---- |
| 2008 | Al Ain Azerti Motorsport | DON 6 | DON 15 | NÜR 11 | NÜR 11 | ZOL | ZOL | EST | EST | VAL | VAL | JER | JER | 12.      | 244  |

### Teljes GT1-világbajnokság eredménysorozata
| Év   | Csapat                    | Autó               | 1         | 2         | 3         | 4         | 5         | 6         | 7         | 8         | 9        | 10        | 11        | 12        | 13        | 14        | 15     | 16     | 17     | 18     | 19     | 20     | Helyezés | Pont |
| ---- | ------------------------- | ------------------ | --------- | --------- | --------- | --------- | --------- | --------- | --------- | --------- | -------- | --------- | --------- | --------- | --------- | --------- | ------ | ------ | ------ | ------ | ------ | ------ | -------- | ---- |
| 2010 | Phoenix Racing/Carsport   | Corvette C6.R      | ABU QR 1  | ABU CR 2  | SIL QR 11 | SIL CR Ki | BRN QR    | BRN CR    | PRI QR    | PRI CR    | SPA QR   | SPA CR    | NÜR QR    | NÜR CR    | ALG QR    | ALG CR    | NAV QR | NAV CR | INT QR | INT CR | SAN QR | SAN CR | 23.      | 26   |
| 2011 | Exim Bank Team China      | Corvette C6.R      | ABU QR    | ABU CR    | ZOL QR    | ZOL CR    | ALG QR    | ALG CR    | SAC QR    | SAC CR    | SIL QR 3 | SIL CR 3  | NAV QR    | NAV CR    | PRI QR Ki | PRI CR Ki | ORD QR | ORD CR | BEI QR | BEI CR | SAN QR | SAN CR | 20.      | 19   |
| 2012 | Valmon Racing Team Russia | Aston Martin DBRS9 | NOG QR 13 | NOG CR 13 | ZOL QR Ki | ZOL CR 15 | NAV QR 15 | NAV QR 13 |           |           |          |           |           |           |           |           |        |        |        |        |        |        | 27.      | 1    |
| 2012 | Exim Bank Team China      | Porsche 911 GT3-R  |           |           |           |           |           |           | SVK QR Ni | SVK CR Ni | ALG QR 9 | ALG CR 10 |           |           |           |           |        |        |        |        |        |        | 27.      | 1    |
| 2012 | Sunred                    | Ford GT GT3        |           |           |           |           |           |           |           |           |          |           | SVK QR Ni | SVK CR Ki | MOS QR    | MOS CR    | NUR QR | NUR CR | DON QR | DON CR |        |        | 27.      | 1    |

### Teljes FIA GT Series eredménysorozata
| Év   | Csapat                | Autó                | Kategória | 1         | 2         | 3        | 4        | 5        | 6         | 7        | 8        | 9        | 10       | 11        | 12        | Helyezés | Pont |
| ---- | --------------------- | ------------------- | --------- | --------- | --------- | -------- | -------- | -------- | --------- | -------- | -------- | -------- | -------- | --------- | --------- | -------- | ---- |
| 2013 | Sébastien Loeb Racing | McLaren MP4-12C GT3 | Pro       | NOG QR 10 | NOG CR 11 | ZOL QR 4 | ZOL CR 4 | ZAN QR 6 | ZAN QR 15 | SVK QR 4 | SVK CR 7 | NAV QR 5 | NAV CR 2 | BAK QR Ki | BAK CR Ki | 8.       | 61   |